# Jakob Henrik Zidén
Jakob Henrik Zidén, född 31 oktober 1785 i S:t Mårtens, död 27 oktober 1808 vid Virta bro, var en svensk militär, omnämnd i Fänrik Ståls sägner.

## Biografi
Jakob Henrik Zidén föddes i S:t Mårtens socken i Åbo och Björneborgs län som son till prosten Jakob Zidén och Kristina Elisabet Fahlberg. Han visade tidigt intresse för krigaryrket och skrevs in 1797, bara elva år gammal, som förare vid Åbo läns regemente. Efter att året efter ha blivit student vid Kungliga Akademien i Åbo tog han avsked från regementet 1801 men redan  1804 blev han åter förare vid sitt gamla regemente och befordrades till fältväbel samma år. Under finska kriget utmärkte han sig, speciellt vid slaget vid Haistila den 17 mars 1808, och blev befordrad till fänrik vid det nyuppsatta Vasa regemente. Han utmärkte sig åter för synnerlig tapperhet i anfallen mot staden Kuopio i juni. Brigadchefen Johan August Sandels berömde honom i en rapport för mod i striden vid Kelloniemi nära Toivola den 30 juni.
I slaget vid Virta bro den 27 oktober 1808 ledde fänrik Zidén som vanligt några meter framför sin pluton från Pedersörekompaniet i anfallet mot de ryska styrkorna under general Nikolaj Aleksejevitj Tutjkov och fick flera sår. Med det mod han så ofta tidigare visat fortsatte han framryckningen tills han slutligen träffades av ett druvhagel i pannan och dog. 
För sina insatser belönades han med både silver- och guldmedalj för tapperhet i fält  och hyllas i dikten "Löjtnant Zidén" i Runebergs diktsamling Fänrik Ståls sägner. Hans namn finns dessutom på Virtamonumentet från 1885.
Jakob Henrik Zidén gifte sig med Albertina Kreander som efter Zidéns död gifte om sig med mönsterskrivaren Johan Ithimaeus.